# Prignac-en-Médoc
Prignac-en-Médoc är en kommun i departementet Gironde i regionen Nouvelle-Aquitaine i sydvästra Frankrike. Kommunen ligger i kantonen Lesparre-Médoc som tillhör arrondissementet Lesparre-Médoc. År 2015 hade Prignac-en-Médoc 207 invånare.

## Befolkningsutveckling
Antalet invånare i kommunen Prignac-en-Médoc
Referens:INSEE